# Bocksbeutel

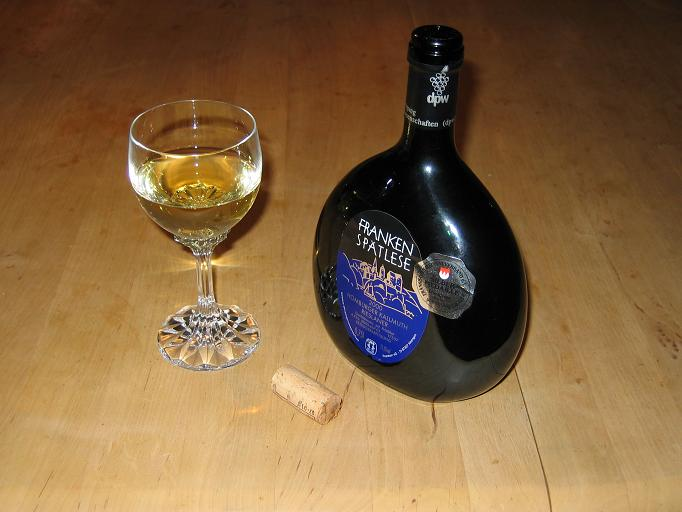
Botella Bocksbeutel típica del vino de Franconia.

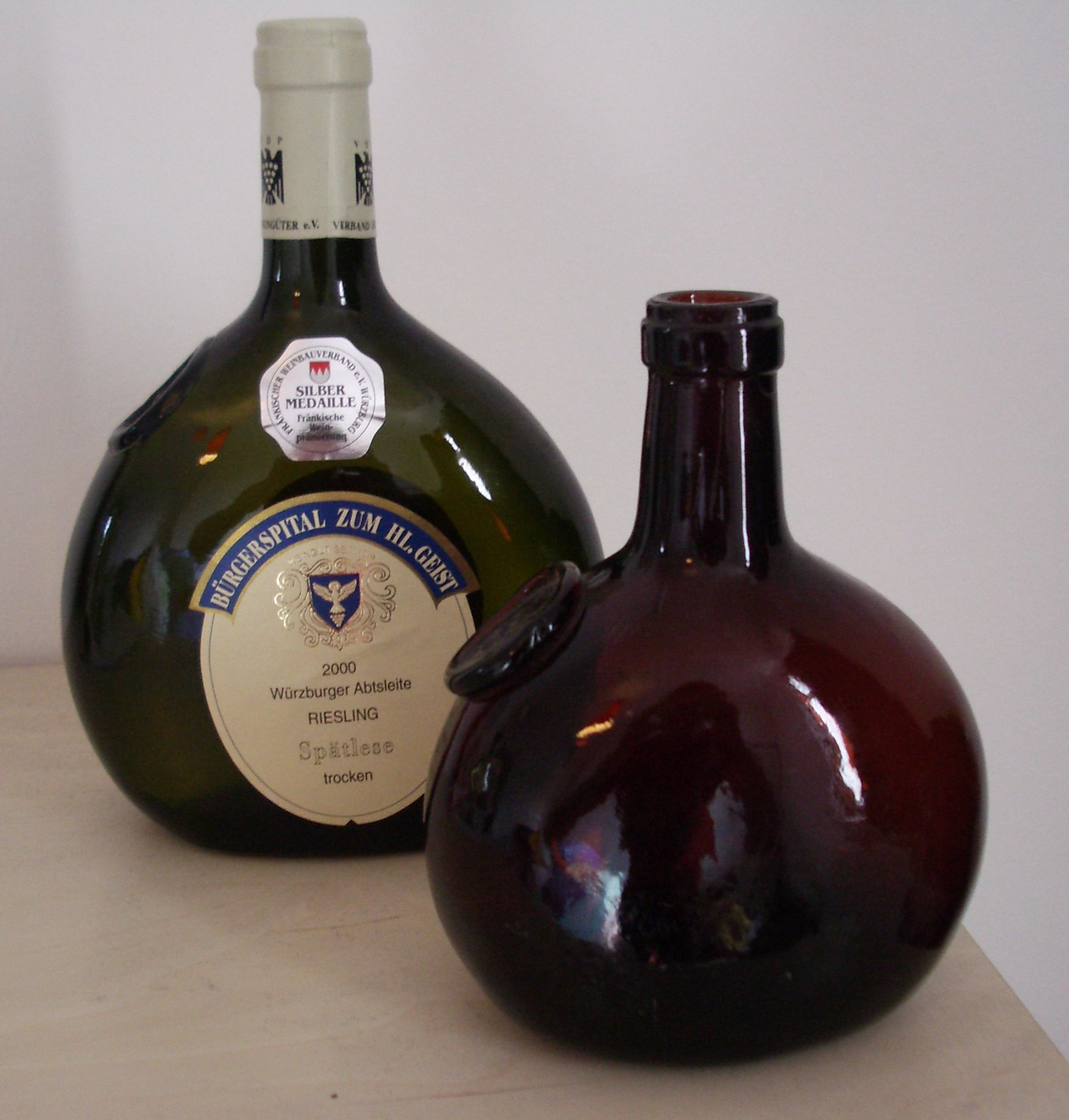
Botellas Bocksbeutel.

El Bocksbeutel es una botella de vino que contiene los vinos de la región vitivinícola alemana de Franconia. Son famosas por tener una forma especial cuyo contenido es generalmente de un volumen que puede rondar los 0,75 L. Su forma indica siempre que el contenido de vino es de una calidad superior, y es muy habitual que tengan etiquetas con el escudo no oficial de Franconia. La forma de estas botellas es ligeramente abombada y plana en el fondo.
Desde el año 1989 se regula por las leyes de la Unión Europea no solo el vino de la región de Franconia, sino que además la forma de las botellas. Una excepción a esta regla se encuentra en la región vinícola de Baden.

## Literatura
- Heinrich Borkenstein: Der Bookesbeutel. (Desarrollado por Heitmüller en el año 1896), se trata de un tratado monográfico sobre el tema.